# Medetera acanthura
Medetera acanthura är en tvåvingeart som beskrevs av Negrobov och Thuneberg 1970. Medetera acanthura ingår i släktet Medetera och familjen styltflugor. Arten är reproducerande i Sverige. Inga underarter finns listade i Catalogue of Life.